# ادموند گودمن
ادموند گودمن (انگلیسی: Edmund Goodman؛ ۸ اکتبر ۱۸۷۳ – ۱۹۶۰) بازیکن فوتبال اهل بریتانیا بود.
از باشگاه‌هایی که در آن بازی کرده‌است می‌توان به باشگاه فوتبال استون ویلا اشاره کرد.